# 얼치구

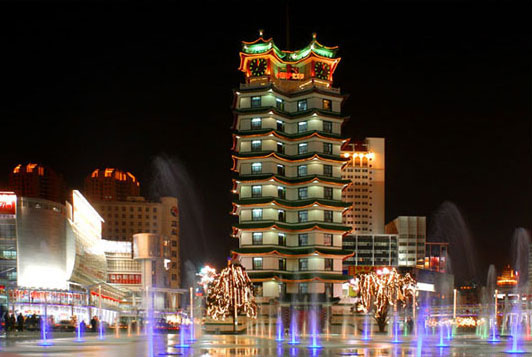

얼치구(한국어: 이칠구, 중국어: 二七区, 병음: Èrqī Qū)는 중화인민공화국 허난성 정저우 시의 현급 행정구역이다. 넓이는 159km2이고, 인구는 2007년 기준으로 520,000명이다.

## 행정 구역
13개 가도, 1개 진, 1개 향을 관할한다.
- 가도: 大学路街道, 五里堡街道, 一马路街道, 解放路街道, 德化街街道, 铭功路街道, 建中街街道, 福华街街道, 蜜蜂张街道, 淮河路街道, 嵩山路街道, 长江路街道, 京广路街道.
- 진: 马寨镇
- 향: 侯寨乡